# Bijli
Bijli fou un estat tributari protegit del tipus zamindari a la part nord-est del districte de Bhandara a les Províncies Centrals. La població el 1881 era de 17.437 habitants repartits en 46 pobles (sense comptar els governats pels zamindaris de Salekasa, 7 pobles, i el de Darekasa, 15 pobles) amb una superfície de 334 km².